# James W. Hall
James W. Hall III (* 1958) ist ein US-amerikanischer ehemaliger Warrant Officer der United States Army, der in den 1980er Jahren Militärgeheimnisse an die DDR und die Sowjetunion verkaufte.
Hall hat 1975 die High School in Sharon Springs, Bundesstaat New York, abgeschlossen und trat in die Streitkräfte der Vereinigten Staaten im September 1976 ein. Er war von 1982 bis 1985 in der Field Station Berlin der National Security Agency der USA gegen die DDR in West-Berlin tätig, die dort Fernmeldeaufklärung betrieb.
Ab Ende 1982 übergab Hall (Deckname Paul) gegen Agentenlohn dem DDR-Spion Hüseyin Yıldırım Unterlagen mit dem Geheimhaltungsgrad Streng geheim. Später hatte er auch direkt mit sowjetischen Agenten Kontakt. Von 1985 bis 1987 war Hall an einer Dienststelle bei Frankfurt am Main stationiert, wo aufgefangene Nachrichten ausgewertet wurden. Dort hat er auch Verschlusssachen weitergegeben. Im Mai 1987 kehrte er zur weiteren Ausbildung in die Vereinigten Staaten zurück.
Von einem Überläufer des DDR-Geheimdienstes wurde Hall für Geld verraten und am 20. Dezember 1988 in den USA verhaftet. Hall hat angeblich von den Geheimdiensten der DDR und UdSSR während sechs Jahren insgesamt 300.000 US-Dollar für 30 bis 60 Lieferungen bekommen. Er wurde am 20. Juli 1989 zu 40 Jahren Haft und 50.000 US-Dollar Strafe verurteilt. Im September 2011 wurde er aus dem United States Disciplinary Barracks in Fort Leavenworth, Kansas, entlassen.
Fast alle von Hall für das Ministerium für Staatssicherheit kopierten Akten der National Security Agency (insgesamt 13.088 Seiten) wurden am 24. Juli 1992 auf Anordnung des Bundesministerium des Innern von der Stasi-Unterlagenbehörde an die US-Regierung zurückgegeben – ohne Zustimmung des Parlamentarischen Kontrollgremiums, wie es das Stasi-Unterlagengesetz bei einer solchen ersatzlosen Herausgabe zwingend vorschreibt. Zu diesen Akten gehörte die National SIGINT Requirements List (NSRL), eine 4000 Seiten lange Liste der Spionageziele der NSA. Diese Bestell-Liste der NSA umfasste rund 30.000 Einzelposten. Davon waren 50 Seiten „Bestellungen“ auf Frankreich bezogen und 35 Seiten auf Deutschland. Diese Fassung der NSRL wurde später verglichen mit der vom NSA-Untersuchungsausschuss angeforderten Selektorenliste.